# People Are Good
„People Are Good“ je píseň britské elektronické hudební skupiny Depeche Mode z jejího patnáctého studiového alba Memento Mori, jež vyšla 5. dubna 2024 jako sedmý a poslední singl z alba.
Videoklip k písni režíroval Rich Hall.

## Seznam skladeb
Digitální stažení (Remixes)
1. „People Are Good“ (AC Fool Mix) – 6:45
2. „People Are Good“ (Ludwig A.F. Heaven Help Us Mix) – 3:43
3. „People Are Good“ (Depeche Mode v SiGNL: The Good People's Mix) – 6:52
4. „People Are Good“ (Obskür Remix) – 4:13
5. „People Are Good“ (Indira Paganotto Twilight Remix) – 8:57

12″ (limitovaná edice)
Strana A
1. „Before We Drown“ (Chris Avantgarde Remix)
2. „Before We Drown“ (AC Wet Mix)

Strana B
1. „People Are Good“ (Indira Paganotto Psy Remix)
2. „People Are Good“ (AC Fool Mix)

## Umístění v žebříčcích
| Žebříček (2024)                     | Pozice |
| ----------------------------------- | ------ |
| UK Singles Sales (UK Singles Chart) | 52     |